# Oryctes
Oryctes, monotipski biljni rod iz porodice pomoćnica ili krumpirovki. Jedina vrsta je O. nevadensis, jednogodišnja biljka iz Kalifornije i Nevade
Rod je opisan je u United States Geological Expolration [sic] of the Fortieth Parallel. Vol. 5, Botany 274–275, pl. 28, f. 5–10. 1871.

## Opis
Oryctes je rod cvjetnica iz porodice krumpirovki koji sadrži jednu vrstu Oryctes nevadensis, koja je poznata pod zajedničkim imenom “Nevada oryctes”. Ova rijetka biljka porijeklom je iz malog pustinjskog područja na granici između Kalifornije i Nevade, gdje raste u staništu s dubokim pijeskom. Teško je procijeniti njezinu brojnost jer se biljka viđa samo u godinama s određenim količinama oborina i temperaturnim rasponima. Ovo je mala jednogodišnja biljka koja raste iz glavnog korijena i proizvodi ljepljivo, ljuskavo lišće, naraste do oko 20 centimetara u maksimalnu visinu. Listovi su dugi 1 do 3 centimetra, linearnog do ovalnog oblika i razdijeljeni na režnjeve, ponekad valoviti po rubovima. Cvatovi su štitasti od po nekoliko sitnih cvjetova koji izviru iz pazušaca listova. Cvijet je ljubičast i zaobljen u obliku žare, širok nekoliko milimetara. Plod je kuglasta čahura koja sadrži nekoliko sjemenki.

## Vanjske poveznice
- Oryctes nevadensis Nevada Oryctes
- The Jepson Herbarium